# 長柄町
長柄町（ながらまち）は、千葉県の中部に位置し、長生郡に属する町。
都市雇用圏における東京都市圏。ロケーション撮影に多数使用されているロングウッドステーションを有する。

## 地理

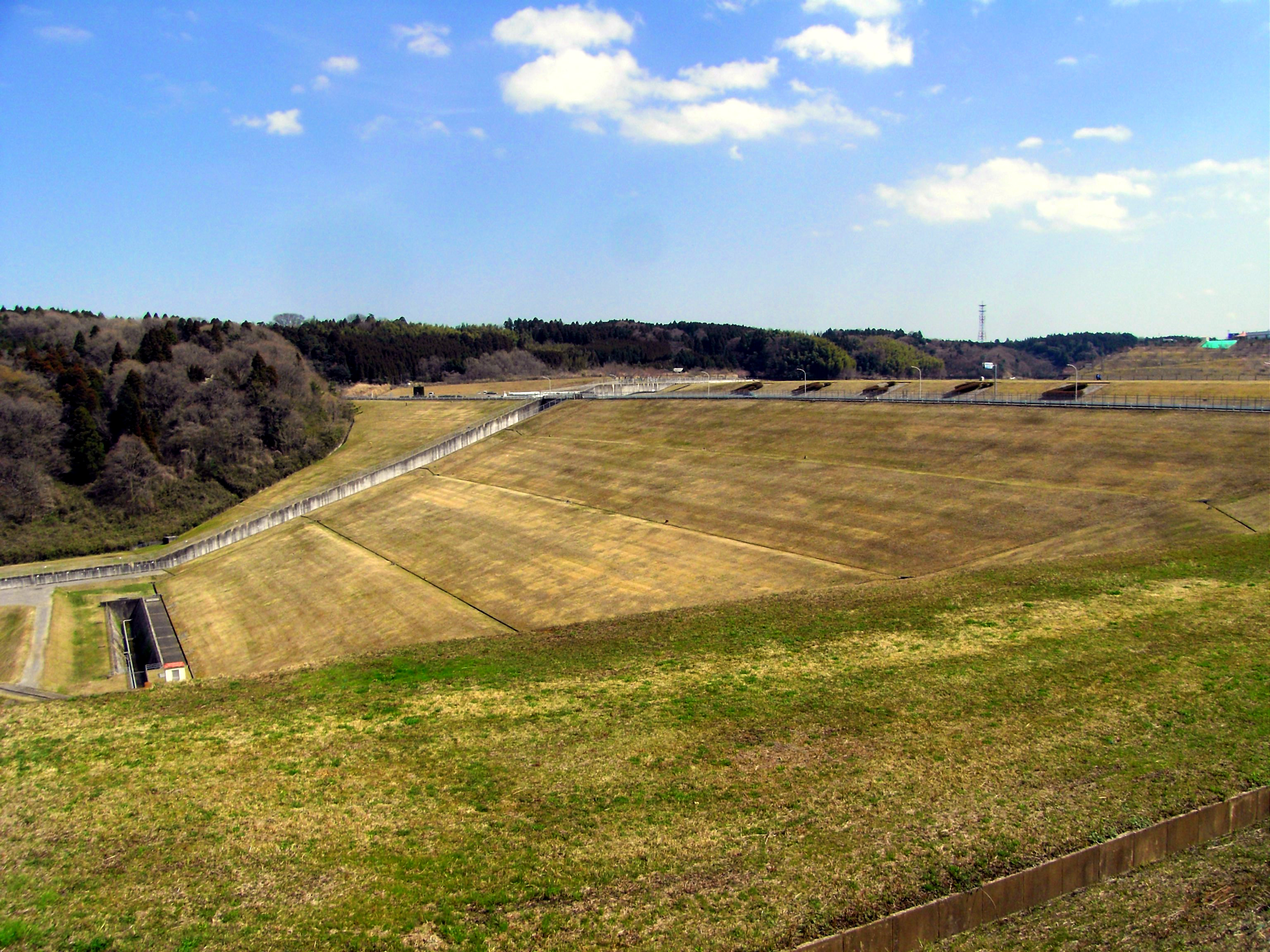
市津湖のアースダム（長柄ダム）

千葉県のほぼ中央に位置し、県庁所在地である千葉市から約20キロメートルの距離である。東京都の都心から50 - 60キロメートル圏内である。都市雇用圏における東京都市圏に含まれ、通勤率は、茂原市へ15.2%、千葉市へ13.2%、市原市へ12.3%（いずれも平成22年国勢調査）。なお、東京都（特に東京国際空港（羽田空港）や神奈川県からは東京湾アクアライン若しくは東京湾フェリーを利用した場合が移動距離の短縮となる。
房総丘陵（丘陵地帯）の中に位置し、平地は少なく、山勝ちな地形である。大きな川が無く、水源を確保するための溜池・ダムが多く点在している。町内には東京湾岸および九十九里平野南部から南房総（安房地域）にかけての地域への水源確保を目的とした長柄ダムとこのダムによって生まれた市津湖がある。市津湖は川をせき止めた水を溜めるのではなく、利根川からくみ上げ房総導水路を通して送られて来た水を溜める湖となっている。

### 隣接する自治体
- 茂原市
- 市原市
- 長生郡：長南町

## 歴史
774年（宝亀5年）に上総介に任じられた藤原黒麻呂が現在の茂原地区を私牧として設定し以降、子春継の代に至るまでその土地を開墾して藻原荘とし、同じ一宮川の上流域の谷戸である田代地区（長柄町）を買得集積、これを田代荘とし平安時代を中心に発展したとされる。
- 1889年（明治22年）4月1日 - 町村制施行により長柄郡上長柄村（後に長柄村に改称）、日吉村、水上村が発足。
- 1955年（昭和30年）4月29日 -長柄村、日吉村、水上村（同年4月1日に長南町に編入された深沢、笠森を除く）が合併して長柄町を新設。町役場を旧長柄村役場に設置し、旧日吉村役場、旧水上村役場を出張所とする[1]。
- 1963年（昭和38年）4月1日 - 町役場を現在地（旧日吉村）に移転。日吉出張所、水上出張所を廃止[2]。
- 1963年（昭和38年）1月1日 - 町章を制定する[3][4]。

## 人口
平成27年国勢調査より前回調査からの人口増減をみると、8.69％減の7,337人であり、増減率は千葉県下54市町村中52位、60行政区域中58位。
| |                                        |  |
| 長柄町と全国の年齢別人口分布（2005年） | 長柄町の年齢・男女別人口分布（2005年） |  |
| ■紫色 ― 長柄町 ■緑色 ― 日本全国 | ■青色 ― 男性 ■赤色 ― 女性              |  |
| 長柄町（に相当する地域）の人口の推移 \| 1970年（昭和45年） \| 7,514人 \| \| \| 1975年（昭和50年） \| 7,527人 \| \| \| 1980年（昭和55年） \| 7,487人 \| \| \| 1985年（昭和60年） \| 7,973人 \| \| \| 1990年（平成2年） \| 8,285人 \| \| \| 1995年（平成7年） \| 8,846人 \| \| \| 2000年（平成12年） \| 8,625人 \| \| \| 2005年（平成17年） \| 8,564人 \| \| \| 2010年（平成22年） \| 8,035人 \| \| \| 2015年（平成27年） \| 7,337人 \| \| \| 2020年（令和2年） \| 6,721人 \| \| |                                        |  |
| 総務省統計局 国勢調査より |                                        |  |
| 1970年（昭和45年） | 7,514人                                |  |
| 1975年（昭和50年） | 7,527人                                |  |
| 1980年（昭和55年） | 7,487人                                |  |
| 1985年（昭和60年） | 7,973人                                |  |
| 1990年（平成2年） | 8,285人                                |  |
| 1995年（平成7年） | 8,846人                                |  |
| 2000年（平成12年） | 8,625人                                |  |
| 2005年（平成17年） | 8,564人                                |  |
| 2010年（平成22年） | 8,035人                                |  |
| 2015年（平成27年） | 7,337人                                |  |
| 2020年（令和2年） | 6,721人                                |  |

## 行政

### 町長
- 町長　月岡清孝

### 立法

#### 町政
- 長柄町議会
- 定数：12
- 議会議長：柴田　孝

#### 県政
- 千葉県議会
- 選挙区：長生郡選挙区
- 定数：1名

#### 国政
- 衆議院
  - 選挙区：全域が千葉県第11区に属する。森英介
- 参議院
  - 選挙区：千葉県選挙区に属する。

## 経済

### 産業
- 第1次産業
  - 農業

### 商業

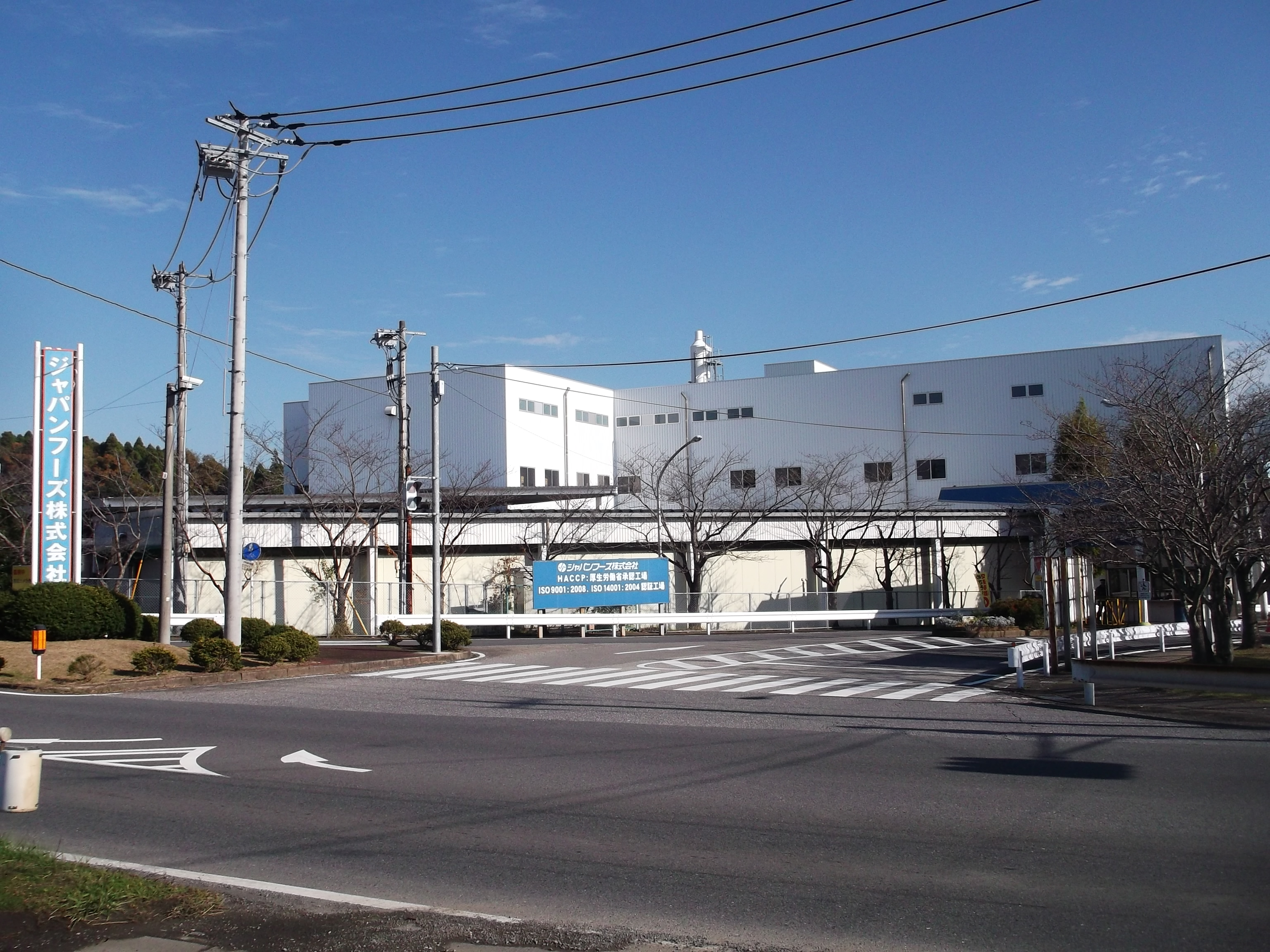
ジャパンフーズ本社

#### 上場企業
- ジャパンフーズ株式会社（東証1部）

その他企業
- 南総通運（茂原支店）
- ナリヅカコーポレーション（長柄DP＆Dセンター）

## 地域

### 医療

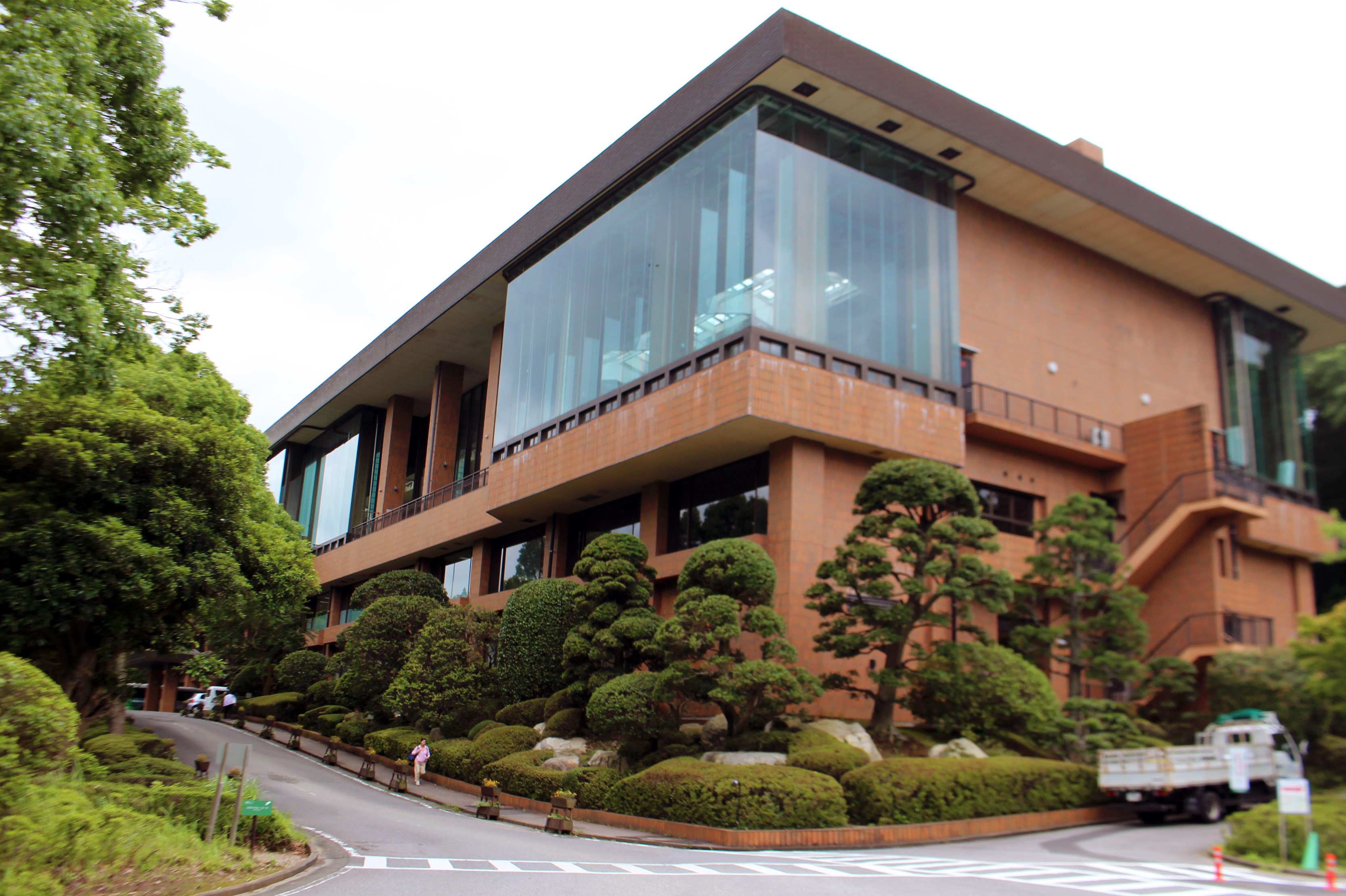
日本メディカルトレーニングセンター

二次医療圏（二次保健医療圏）としては山武・長生・夷隅医療圏（管轄区域：山武・長生・夷隅地域）である。三次医療圏は千葉県医療圏（管轄区域：千葉県全域）。
医療提供施設は特筆性の高いもののみを記載する。
- 町内の医療機関
  - 塩田記念病院（緊急指定病院）
  - 聖光会病院
  - リソルクリニック（旧日本エアロビクスセンター） - リソルの森内
- 二次医療圏
  - 東千葉メディカルセンター（東金市、災害拠点病院[6]・救命救急センター）
  - 公立長生病院（茂原市、緊急機関センター）

### 教育

#### 小学校
- 長柄町立長柄小学校
- 長柄町立日吉小学校

#### 中学校
- 長柄町立長柄中学校

#### 児童福祉施設
- 長柄町立ながらこども園

## 交通
町内には鉄道は通っていない。公共交通機関を利用する際には茂原駅（JR東日本・外房線）から路線バス・タクシーの利用となる。

### バス路線
一部地域には市原市のちはら台駅（京成電鉄・京成線）、千葉市の浜野駅（JR東日本・内房線）からの路線バスも利用できる。
- 小湊鉄道
- 長柄町町民バス

### 道路

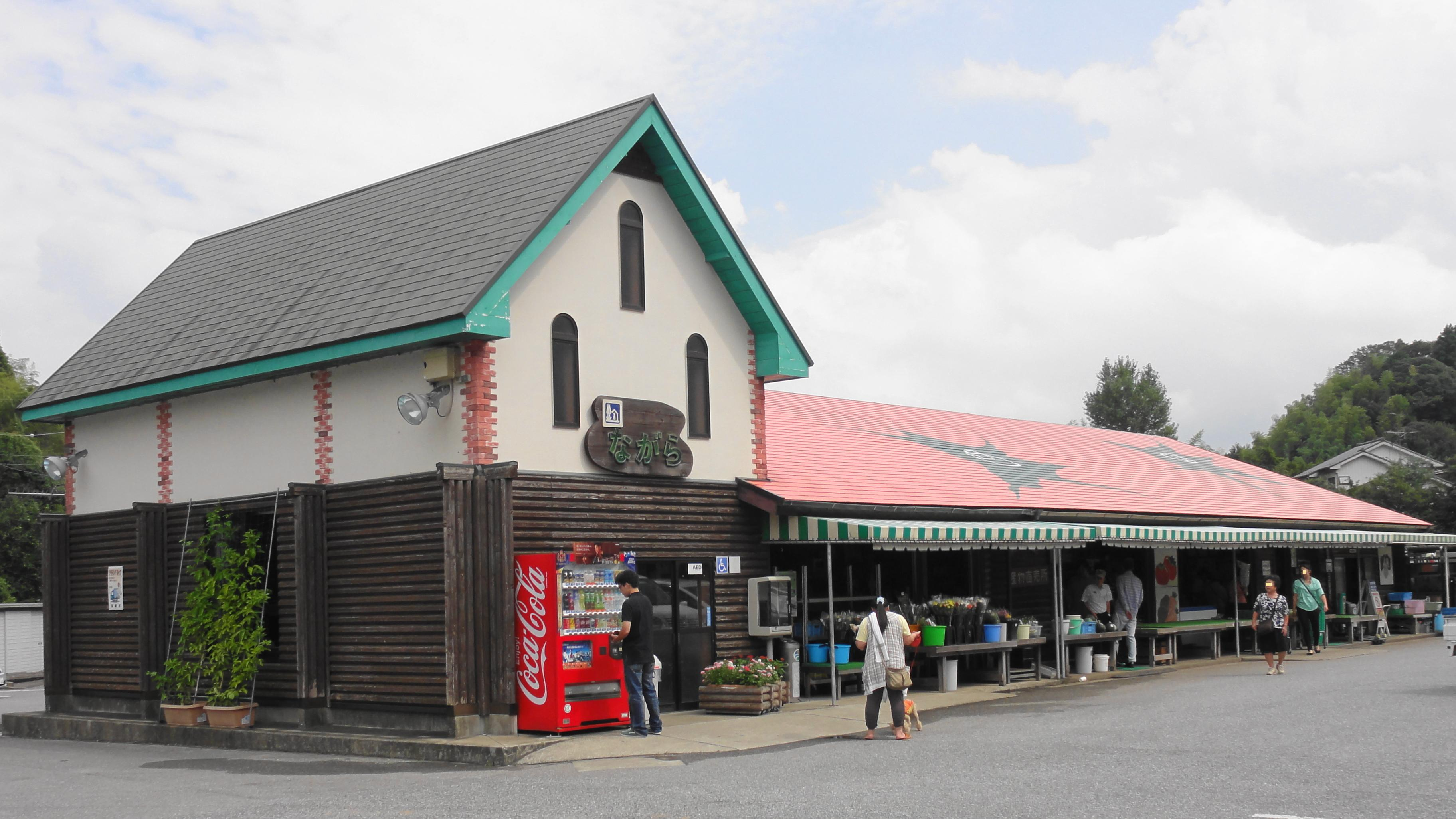
道の駅ながら

- C4 首都圏中央連絡自動車道（圏央道）
  - - 茂原長柄スマートインターチェンジ（所在地は市境付近の茂原市国府関、ETC搭載車専用）
- 千葉県道13号市原茂原線
- 千葉県道14号千葉茂原線

#### 道の駅
- 道の駅ながら

## 名所・旧跡・観光スポット・祭事・催事

### 名所・旧跡
- 眼蔵寺 - 上総国利生塔の法燈を受け継ぐ
- 飯尾寺
- 長柄横穴群

### 観光スポット

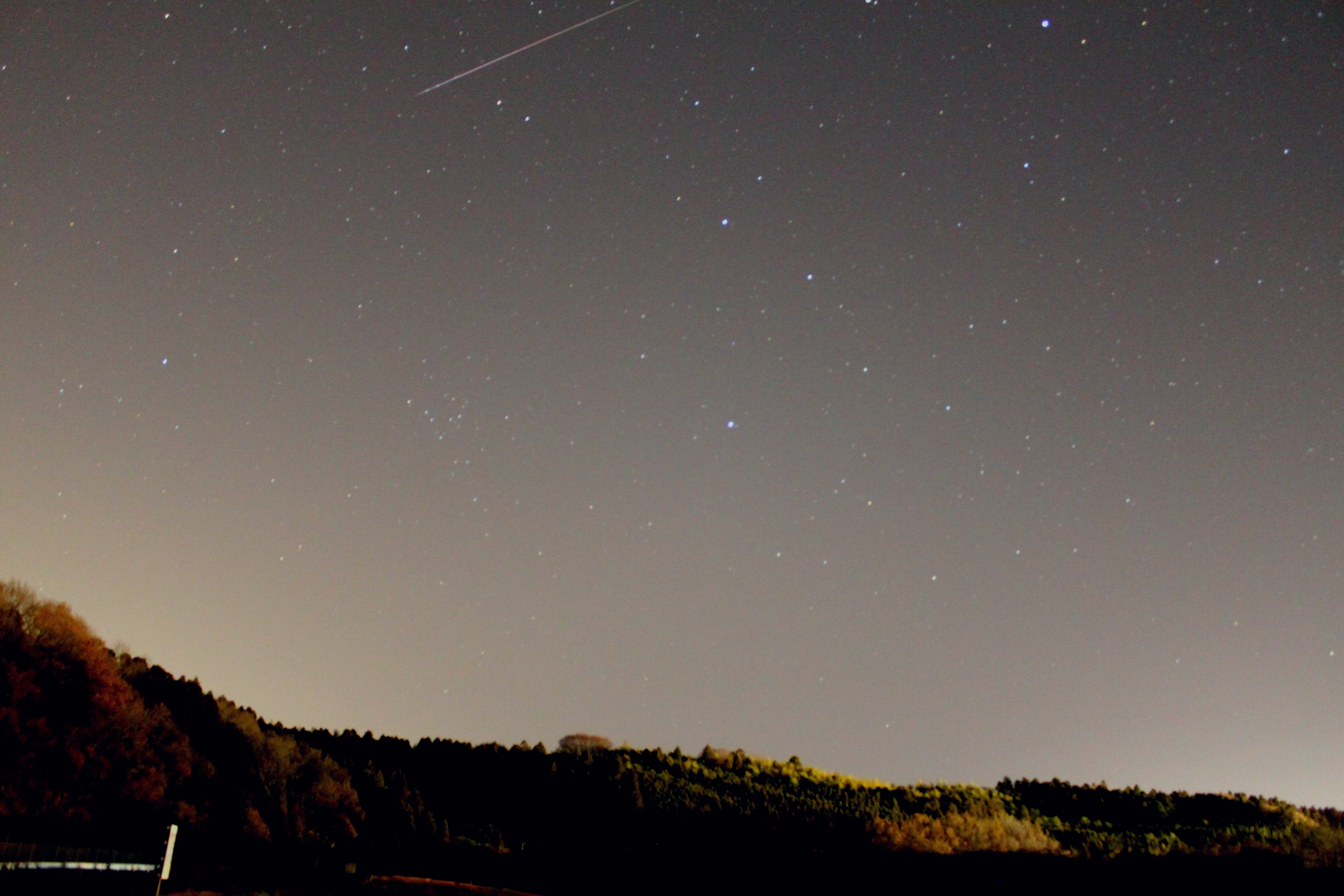
市津湖から見た獅子座流星群

- リソル生命の森 - 「生命の森リゾート」から「リソル生命の森」に改称。
- ロングウッドステーション - アウトレットコンサート長柄跡地、イベント会場やロケーション撮影用のスタジオ。
- 長柄ダム（市津湖） - アース式ダム
- 長柄町都市農村交流センター（わくわくながら）
- 房総浮世絵美術館

### 名物・名産品
- アリランラーメン（ご当地ラーメン） - 県道14号線沿いの食堂で提供されている
- ボウボウラーメン（ご当地ラーメン）
- ジビエ料理 - イノシシ肉の活用が模索されている
- ながら味噌

## 文化財
国・県指定および国登録文化財一覧。
| 番号 | 指定・登録 | 類別                     | 名称                                        | 所在地                      | 所有者または管理者   | 指定年月日      | 備考 |
| ---- | ---------- | ------------------------ | ------------------------------------------- | --------------------------- | -------------------- | --------------- | ---- |
| 1    | 国指定     | 重要文化財（彫刻）       | 木造不動明王坐像（附・紙本墨書不動種子1巻） | 長生郡長柄町山根821         | 飯尾寺               | 昭和34年6月27日 | 1躯  |
| 2    | 国指定     | 重要文化財（工芸品）     | 梵鐘（弘長四年在銘）                        | 長生郡長柄町長柄山414       | 眼蔵寺               | 昭和51年6月5日  | 1口  |
| 3    | 国指定     | 記念物（史跡）           | 長柄横穴群                                  | 長生郡長柄町徳増字源六839他 | 長柄町               | 平成7年3月20日  |      |
| 4    | 県指定     | 有形文化財（絵画）       | 絹本著色真言八祖像                          | 長生郡長柄町鴇谷509         | 日輪寺               | 昭和53年2月28日 | 8幅  |
| 5    | 県指定     | 有形文化財（彫刻）       | 木造伝牛頭天王立像                          | 長生郡長柄町刑部216         | 月川区               | 昭和52年3月8日  | 1躯  |
| 6    | 県指定     | 有形文化財（彫刻）       | 木造釈迦如来及び迦葉・阿難像                | 長生郡長柄町長柄山414       | 眼蔵寺               | 平成7年3月14日  | 3躯  |
| 7    | 県指定     | 有形文化財（彫刻）       | 銅造准胝観音菩薩立像                        | 長生郡長柄町力丸1084        | 力丸区               | 平成20年3月18日 | 1躯  |
| 8    | 県指定     | 有形文化財（工芸品）     | 日輪寺密教法具                              | 長生郡長柄町鴇谷508         | 日輪寺               | 昭和59年2月24日 | 3口  |
| 10   | 国登録     | 登録有形文化財（建造物） | 翠州亭（旧スイス大使館）                    | 長生郡長柄町上野527-2       | 株式会社日本土地改良 | 平成16年2月17日 | 1件  |

## 出身有名人
- 大田実 - 1891年（明治24年）、大田家2男として長生郡水上村（現在の長柄町）にて出生。沖縄根拠地隊司令官・海軍中将、「沖縄県民斯ク戦ヘリ...」の電文で著名な、在沖縄大日本帝国海軍最後の最高指揮官。
- 落合畯 - 大田実海軍中将の三男、ペルシャ湾遠征艦隊司令長官・海将補、自衛隊初の海外作戦となった自衛艦隊掃海部隊を指揮し「湾岸の夜明け作戦」に従事。
- 柴田愛之助 - アクション監督

## 長柄町を舞台・ロケ地とした作品
- ロングウッドステーションがロケーション撮影用のスタジオとして多くの作品に利用されている。
- 『ダウンタウンのガキの使いやあらへんで!!』 - リソル生命の森にて2009年12月31日 - 2010年1月1日にかけて放送された6時間特番「絶対に笑ってはいけないホテルマン24時」のロケ地として使用された。